# Islamic Summit Minar

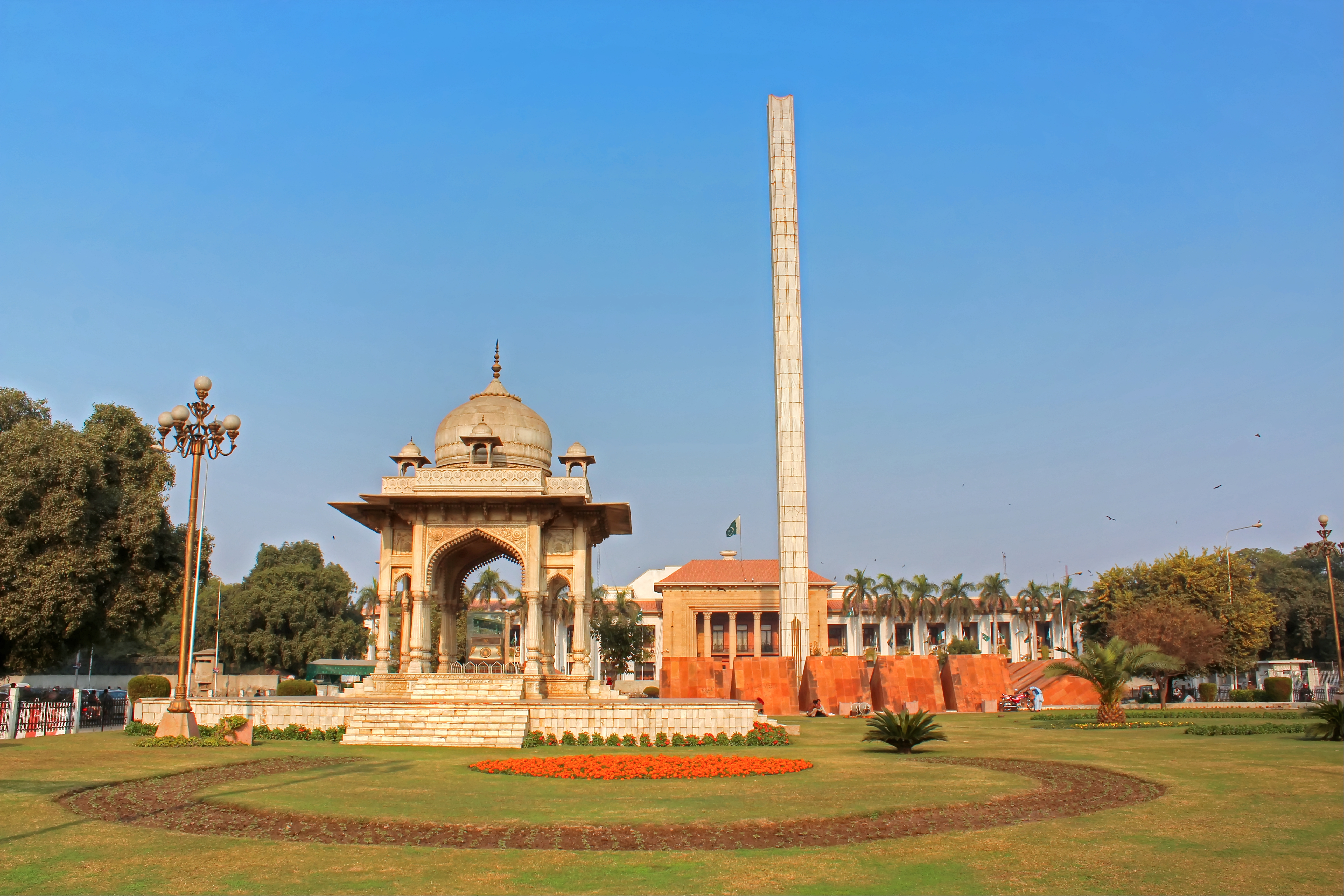
De Islamic Summit Minar langs de voorzijde.

De Islamic Summit Minar is een obelisk-vormig bouwwerk gebouwd in de stad Lahore in het oosten van Pakistan. Het werd gebouwd ter herdenking van de tweede Islamic Summit Conference die in 1974 in Lahore werd gehouden. Bij die conferentie had Pakistan, voorheen West-Pakistan, onder dwang en druk ermee ingestemd om de voormalige voormalige provincie Oost-Pakistan, het huidige Bangladesh, als zelfstandig land te accepteren en formeel te erkennen.